# Урусов, Сергей Петрович
Князь Сергей Петрович Урусов (1859—1918) — шталмейстер, известный специалист и писатель в области сельского хозяйства, более четверти века занимавшийся вопросами разведения российских пород лошадей. Жертва красного террора.

## Биография
Родился 9 (21) марта 1859 года. Его отец, князь Пётр Александрович Урусов.
Был чиновником особых поручений при министре внутренних дел, членом совета Главного управления государственного коннозаводства. С началом Первой мировой войны был назначен начальником Главного управления по делам печати, а также - членом Совета министра внутренних дел.
Летом 1918 года на Кавказских минеральных водах был развёрнут террор — стали арестовываться представители дворянства и офицерства. Князь С. П. Урусов был арестован в Ессентуках 11 сентября. Арестованные содержались в Новоевропейской гостинице в Пятигорске. В ночь с 18 на 19 октября 1918 года 58 заключённых, в числе которых был князь С. П. Урусов, были зверски убиты. Их вывозили на кладбище к специально вырытой яме, возле которой убивали без применения огнестрельного оружия: шашками, штыками и ружейными прикладами. Среди убитых были генерал Н. В. Рузский, генерал князь А. И. Багратион-Мухранский, контр-адмирал граф А. П. Капнист, Н. П. Урусов и др.

## Научно-литературная деятельность
Книги князя С. П. Урусова по животноводству, посвящённые крупному рогатому скоту, свиноводству, птицеводству и отдельным вопросам общего животноводства стали появляться в 1880-х годах. Однако главное внимание он всегда уделял коневодству. Он был крупнейшим знатоком специфики русских пород и условий их выращивания, почётным председателем Российского общества коннозаводства. Автор лучшего русского дореволюционного специализированного издания — «Книги о лошади», которая впервые появилась в 1898 году. Поводом к изданию послужило отсутствие в русской специальной литературе полного научно-практического курса по коннозаводству и коневодству. Книга была составлена по третьему немецкому изданию «Das Buch vom Pferde», которое уже разошлось в Австрии и Германии в огромном количестве экземпляров.
В 1890-х годах он был главным редактором журналов «Русский охотник» и «Русский спорт». С. П. Урусов участвовал в составлении «Полной энциклопедии русского сельского хозяйства» в 12-ти томах (1900—1912). Он стал учредителем «Российского общества козоводства» и был его постоянным председателем. С 1913 по 1916 годы был редактором «Правительственного вестника», с 1917 года главным редакторов газеты «Вестник Временного правительства».

## Семья
С 1883 года был женат на Елизавете Сергеевне Головиной (1863—?). Их сын Пётр (1885— после 1920), стал известен как автор книги «Лейб-гвардии кирасирский ее величества государыни императрицы Марии Федоровны полк в эпоху Отечественной войны 1812 г.» (Санкт-Петербург: тип. «Сельского вестника», 1912).